# Bezirk Czortków
Bezirk Czortków – dawny powiat (Bezirk) kraju koronnego Królestwo Galicji i Lodomerii, funkcjonujący w latach 1854–1867. Siedzibą starostwa było miasteczko Czortków.

## Historia
Bezirk Czortków utworzono w ramach reformy uwłaszczeniowej z okresu Wiosny Ludów (1848–1849), która likwidowała jurysdykcję właściciela ziemskiego nad poddanymi. W Galicji, dominium – jako podstawowa jednostka administracyjna i filar systemu feudalnego straciło rację bytu. Konieczne stało się zatem wprowadzenie nowego systemu administracyjnego, którego zręby powstały w latach 1851–1855. Nowy trójstopniowy podział administracyjny objął 21 cyrkułów (niem. Kreise), 179 małych powiatów (niem. Bezirke) i ponad 6000 gmin (niem. Gemeinde).
Bezirk Czortków objął obszar o wielkości 7,2 mil², zamieszkany przez 26.281 ludzi i podzielony na 30 gmin katastralnych, w tym trzy miasteczka (Czortków, Jagielnica i Ułaszkowce). Wszedł w skład cyrkułu czortkowskiego, jako jeden z jego dziewięciu powiatów. Na wschodzie powiat posiadał specyficzną odnogę, które eksklawizowała należącą do Bezirk Husiatyn gminę Zalesie.
Po nadaniu Galicji autonomii oraz powołaniu samorządu gminnego i powiatowego w 1865 zlikwidowano cyrkuły (Kreise). Dotychczasowe małe powiaty (Bezirke) w liczbie 179, utrzymały się do 1867 roku, kiedy to w następstwie kolejnej reformy administracyjnej (23 stycznia 1867) zostały zastąpione przez 74 większych powiatów. Obszar zniesionego Bezirk Czortków wszedł wtedy w całości w skład nowego powiatu czortkowskiego.

## Podział administracyjny (1854)
| Lp. | Gmina jednostkowa        | Powierzchnia | Ludność | Powiat w 1867 po zniesieniu |
| --- | ------------------------ | ------------ | ------- | --------------------------- |
| 1   | Czortków (m)             | 6914         | 2179    | czortkowski                 |
| 2   | Czortków Stary           | 1976         | 623     | czortkowski                 |
| 3   | Wygnanka                 | 1976         | 2642    | czortkowski                 |
| 4   | Słobódka (ad Czortków)   | 1976         | 32      | czortkowski                 |
| 5   | Białobożnica             | 2656         | 653     | czortkowski                 |
| 6   | Kalinowszczyzna          | 1765         | 559     | czortkowski                 |
| 7   | Siemakowce               | 1485         | 360     | czortkowski                 |
| 8   | Biała                    | 8700         | 2485    | czortkowski                 |
| 9   | Czerkawszczyzna          | 8700         | 195     | czortkowski                 |
| 10  | Jagielnica (m)           | 2842         | 1935    | czortkowski                 |
| 11  | Chomiakówka              | 1514         | 539     | czortkowski                 |
| 12  | Nagórzanka               | 2075         | 668     | czortkowski                 |
| 13  | Dolina                   | 2094         | 667     | czortkowski                 |
| 14  | Szulhanówka              | 1964         | 726     | czortkowski                 |
| 15  | Jagielnica Stara         | 3076         | 902     | czortkowski                 |
| 16  | Salówka                  | 2242         | 726     | czortkowski                 |
| 17  | Rosochacz                | 3401         | 1100    | czortkowski                 |
| 18  | Świdowa z Antonówką      | 4046         | 1302    | czortkowski                 |
| 19  | Muchawka                 | 1975         | 668     | czortkowski                 |
| 20  | Ułaszkowce (m)           | 3981         | 1349    | czortkowski                 |
| 21  | Zabłotówka               | 2201         | 730     | czortkowski                 |
| 22  | Sosolówka                | 2413         | 749     | czortkowski                 |
| 23  | Uhryń                    | 3264         | 924     | czortkowski                 |
| 24  | Szwajkowce               | 1445         | 339     | czortkowski                 |
| 25  | Szmańkowce               | 2252         | 883     | czortkowski                 |
| 26  | Strusówka                | 2252         | 243     | czortkowski                 |
| 27  | Szmańkowczyki            | 1160         | 387     | czortkowski                 |
| 28  | Dawidkowce               | 3043         | 631     | czortkowski                 |
| 29  | Słobódka (ad Dawidkowce) | 3043         | 191     | czortkowski                 |
| 30  | Kolędziany               | 3838         | 894     | czortkowski                 |

Objaśnienie:
(M) = miasto; (m) = miasteczko